# Dolmen de la Romme

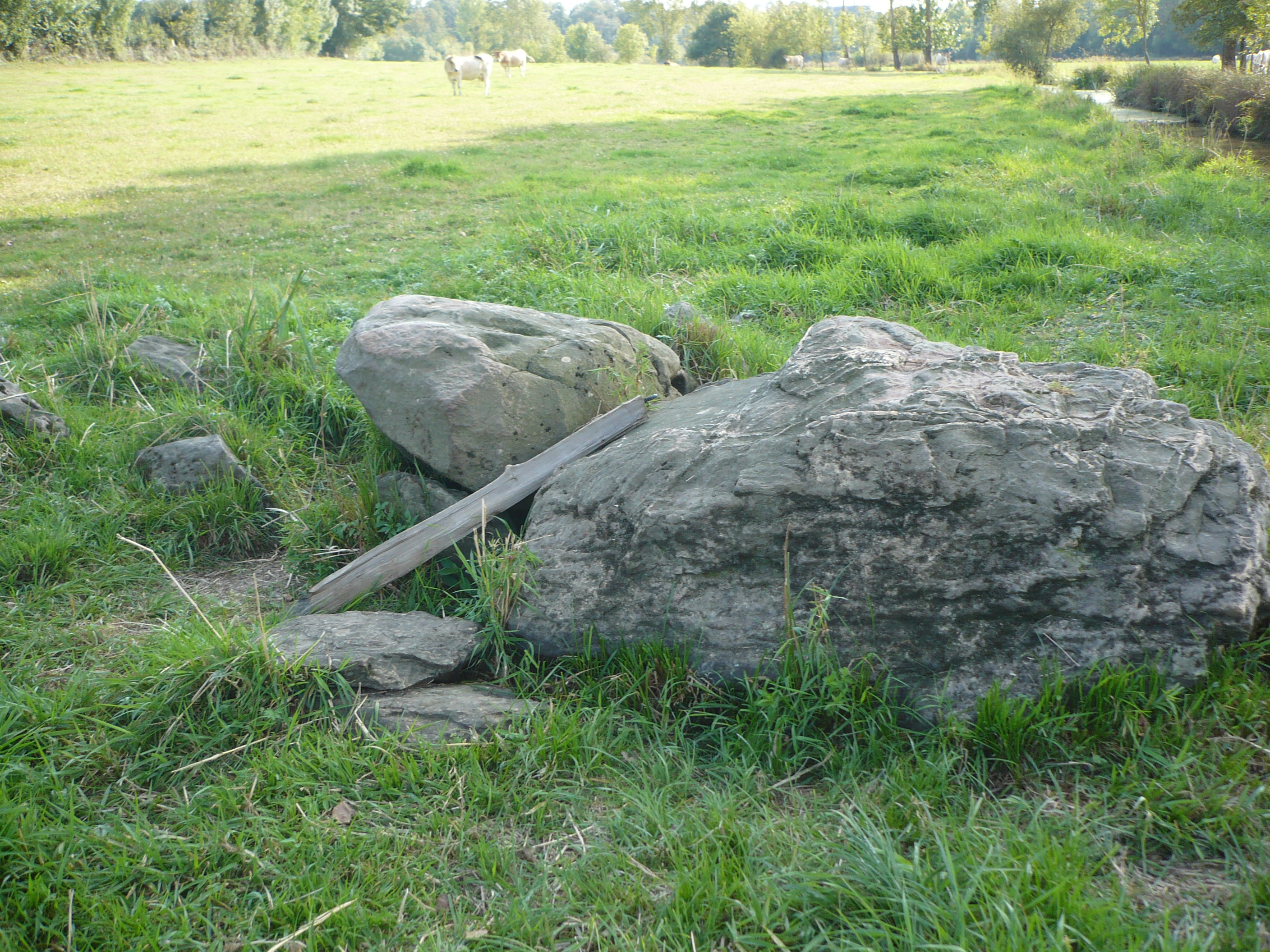
Dolmen de la Romme

Der Dolmen de la Romme (auch Dolmen de l’Étang de Vauboisseau genannt) ist ein Dolmen in der Nähe des Flusses Romme, eines nördlichen Nebenflusses der Loire, nordöstlich von Champtocé-sur-Loire bei Angers im Département Maine-et-Loire in Frankreich. Dolmen ist in Frankreich der Oberbegriff für neolithische Megalithanlagen aller Art (siehe: Französische Nomenklatur).

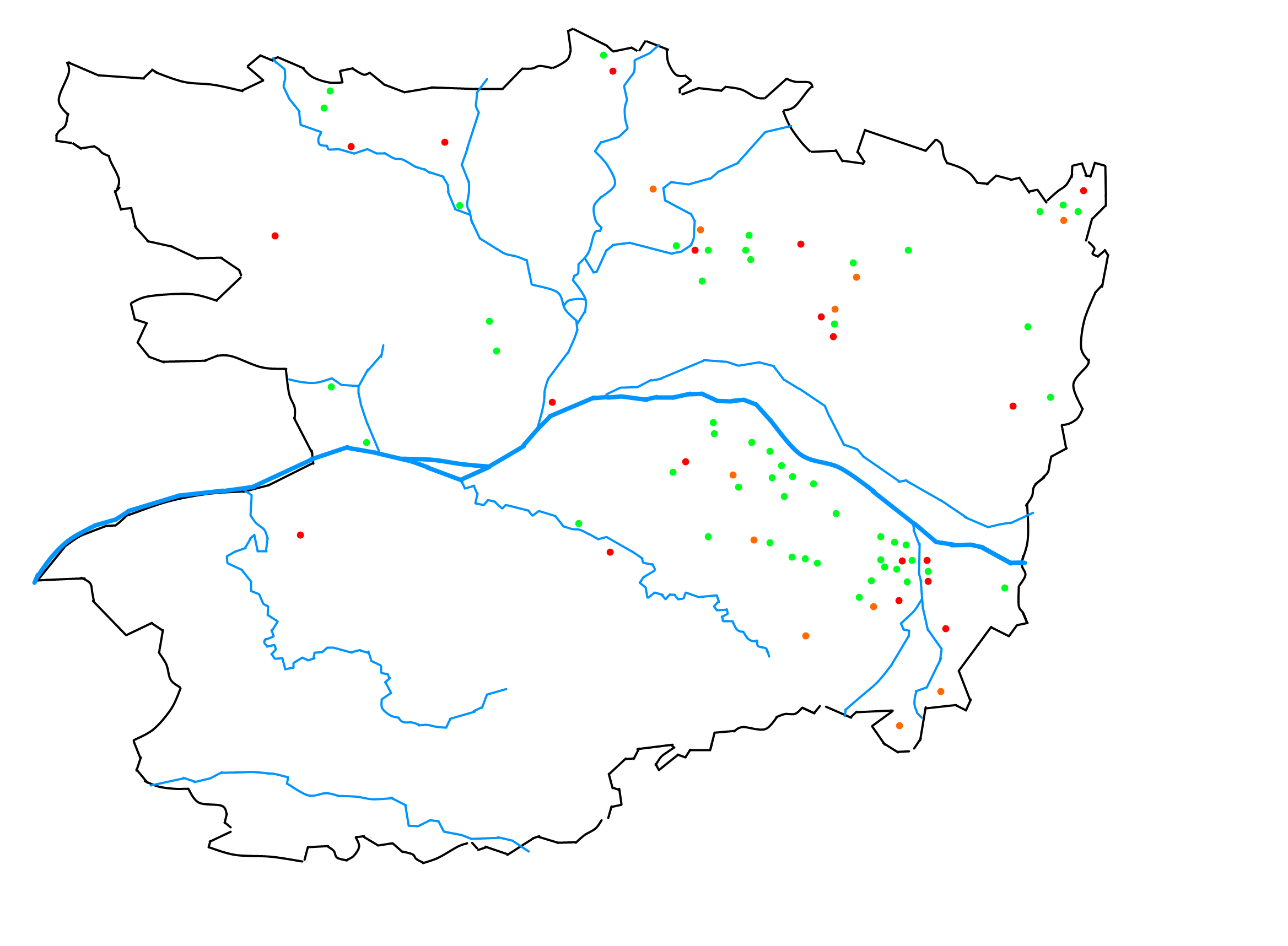
Verbreitung von Dolmen in Maine-et-Loire – grün sind erhaltene Anlagen

Der Dolmen wurde 1928 entdeckt und 1934 erstmals von A. Poilane erwähnt. Er führte 1935 Ausgrabungen an den freigelegten Teilen des Dolmens durch. Er entdeckte einige wenige Keramikfragmente, die vermutlich ins Museum von Cholet verbracht wurden.
Der eingetiefte Dolmen ist etwa 6,0 m lang und nur 1,0 m breit. Es besteht aus fünf Orthostaten auf der Nordseite und sechs auf der Südseite sowie der Deckenplatte. Sechs weitere kleine Platten sind in der Nähe erkennbar. Am Rand errichtet, bildeten sie eine ovale Struktur an der Südseite des Dolmens.
Der Dolmen wurde 1991 unter Denkmalschutz gestellt.
Die Megalithanlagen Dolmen de la Boire de Champtocé und Dolmen du Champ-du-Ruisseau liegen in der Nähe.